# Pettersson i Annorlunda
Pettersson i Annorlunda är Sveriges Socialdemokratiska Arbetarpartis valfilm från 1956. Filmen regisserades av Per Gunvall och i rollerna ses bland andra Stig Järrel, Edvin Adolphson och Sif Ruud.

## Handling
Familjefadern Pettersson är en gnällspik. Han har ständiga bekymmer för bil och bilparkering. Han klagar över det mesta som följt i standardförbättringens fotspår. Han reser till landet Annorlunda som utmärks av fri företagsamhet. Staten intervenerar inte i folks göranden och på grund av detta står många lägenheter tomma och det finns lediga platser i skolor och på sjukhus. Folket har helt enkelt inte råd med dessa saker. När Pettersson återvänder till Sverige finner han att det svenska samhället inte är så dåligt som han tidigare trott.

## Rollista
- Stig Järrel – Gustav Pettersson
- Edvin Adolphson – "Jönslund", ämbetsman i gamla Annorlunda
- Sif Ruud – Agda Pettersson, Gustavs fru i pjäsen "Resan till gamla Annorlunda"
- Torsten Lilliecrona – Holger Karlsson, konsult vid Statens institut för folkhälsan
- Bengt Blomgren – Gustavs vän
- Ingrid Thulin – Kajsa, flickan som gör TV-reklam för Spruttas öronvatten
- Marianne Nielsen – Gustavs fru
- Monica Ekberg – Ulla, Gustavs dotter
- Börje Mellvig – tullman i gamla Annorlunda
- Elsa Ebbesen-Thornblad – dam på barnbidragskontoret i gamla Annorlunda
- Leif Nilsson – Per-Olof, Gustavs son
- Artillio Bergholtz – Gustavs yngste son

Ej krediterade
- Sten Lindgren – teaterdirektören
- Gösta Krantz – bilreparatören
- Sture Ström – teaterpresentatören
- Svea Holst – modern i det barnrika huset i gamla Annorlunda
- Emy Hagman – kvinna i tullen i gamla Annorlunda
- Jan Olov Andersson – pojke i det barnrika huset i gamla Annorlunda

## Om filmen
Filmen spelades in under försommaren 1956 i Nordisk Tonefilms ateljé på Jungfrugatan i Stockholm. Den fotades av Kalle Bergholm. Arkitekt var Bibi Lindström, ljudtekniker Lennart Svensson och scripta Ingrid Wallin. Filmens exakta premiärdatum är inte känt, men det är troligt att detta ägde rum i augusti 1956 i samband med valrörelsen 1956.

## Musik
- "Le piano du pauvre", text och musik: Léo Ferré, svensk text 1956: Lars Forssell, sång: Ingrid Thulin